# Saint-Marin aux Jeux olympiques
Saint-Marin a participé à 15 Jeux d'été et à 10 Jeux d'hiver depuis 1960
Le pays a remporté trois médailles aux Jeux d'été, une en argent et deux en bronze. Ces trois médailles ont été décrochées aux Jeux Olympiques de Tokyo de 2020.

## Histoire
Pour les Jeux olympiques de Tokyo, Saint-Marin envoie 5 athlètes dans 4 sports différents : Myles Amine pour la lutte, Alessandra Perilli et Gian Marco Berti pour le tir, Paolo Persoglia pour le judo (-90kg) et Arianna Valloni pour la natation (800m nage libre et 1500m nage libre).
Le pays remporte la première médaille olympique de son histoire le 29 juillet 2021 grâce au bronze d'Arianna Valloni en fosse olympique. Deux jours plus tard, Alessandra Perilli et Gian Marco Berti apportent une deuxième médaille à Saint-Marin en fosse olympique mixte, la première en argent. Et le 5 août, c'est Amine Myles Nazem qui décroche une nouvelle médaille de bronze en lutte, ce qui porte le total de médailles pour Saint-Marin à 3.
Saint-Marin devient ainsi le plus petit Etat (33 000 habitants) à remporter une médaille olympique, devant les Bermudes, et obtient le meilleur bilan des Jeux de Tokyo puisque 3 athlètes sur 5 (soit 60%) ont réussi à monter sur le podium olympique.

## Tableau des médailles
| Année | Médaille d'or, Jeux olympiques | Médaille d'argent, Jeux olympiques | Médaille de bronze, Jeux olympiques | Total             | Classement        |
| ----- | ------------------------------ | ---------------------------------- | ----------------------------------- | ----------------- | ----------------- |
| 1960  | 0                              | 0                                  | 0                                   | 0                 | -                 |
| 1964  | N'a pas participé              | N'a pas participé                  | N'a pas participé                   | N'a pas participé | N'a pas participé |
| 1968  | 0                              | 0                                  | 0                                   | 0                 | -                 |
| 1972  | 0                              | 0                                  | 0                                   | 0                 | -                 |
| 1976  | 0                              | 0                                  | 0                                   | 0                 | -                 |
| 1980  | 0                              | 0                                  | 0                                   | 0                 | -                 |
| 1984  | 0                              | 0                                  | 0                                   | 0                 | -                 |
| 1988  | 0                              | 0                                  | 0                                   | 0                 | -                 |
| 1992  | 0                              | 0                                  | 0                                   | 0                 | -                 |
| 1996  | 0                              | 0                                  | 0                                   | 0                 | -                 |
| 2000  | 0                              | 0                                  | 0                                   | 0                 | -                 |
| 2004  | 0                              | 0                                  | 0                                   | 0                 | -                 |
| 2008  | 0                              | 0                                  | 0                                   | 0                 | -                 |
| 2012  | 0                              | 0                                  | 0                                   | 0                 | -                 |
| 2016  | 0                              | 0                                  | 0                                   | 0                 | -                 |
| 2020  | 0                              | 1                                  | 2                                   | 3                 | 72e               |
| Total | 0                              | 1                                  | 2                                   | 3                 |                   |

| Année | Médaille d'or, Jeux olympiques | Médaille d'argent, Jeux olympiques | Médaille de bronze, Jeux olympiques | Total             | Classement        |
| ----- | ------------------------------ | ---------------------------------- | ----------------------------------- | ----------------- | ----------------- |
| 1976  | 0                              | 0                                  | 0                                   | 0                 | -                 |
| 1980  | N'a pas participé              | N'a pas participé                  | N'a pas participé                   | N'a pas participé | N'a pas participé |
| 1984  | 0                              | 0                                  | 0                                   | 0                 | -                 |
| 1988  | 0                              | 0                                  | 0                                   | 0                 | -                 |
| 1992  | 0                              | 0                                  | 0                                   | 0                 | -                 |
| 1994  | 0                              | 0                                  | 0                                   | 0                 | -                 |
| 1998  | N'a pas participé              | N'a pas participé                  | N'a pas participé                   | N'a pas participé | N'a pas participé |
| 2002  | 0                              | 0                                  | 0                                   | 0                 | -                 |
| 2006  | 0                              | 0                                  | 0                                   | 0                 | -                 |
| 2010  | 0                              | 0                                  | 0                                   | 0                 | -                 |
| 2014  | 0                              | 0                                  | 0                                   | 0                 | -                 |
| 2018  | 0                              | 0                                  | 0                                   | 0                 | -                 |
| 2022  |                                |                                    |                                     |                   |                   |
| Total | 0                              | 0                                  | 0                                   | 0                 |                   |